# Untold: Malice at the Palace
Untold: Malice at the Palace (Secretos del deporte: La bronca entre los Detroit Pistons y los Indiana Pacers en España y Al descubierto: La pelea entre los Detroit Pistons y los Indiana Pacers en Hispanoamérica) es una película documental estadounidense de 2021 realizada para Netflix y dirigida por Floyd Russ. La película es la primera entrega de la serie de cinco partes Untold: documental. Su historia se centra en la infame pelea que ocurrió entre los fanáticos y los jugadores de la NBA durante el juego de los Indiana Pacers y los Detroit Pistons en The Palace of Auburn Hills el 19 de noviembre de 2004. La película se estrenó el 10 de agosto de 2021.